# Luis Calpena y Ávila
Luis Calpena y Ávila (Biar, 25 de juliol de 1860 – Madrid, 6 de gener de 1921) fou un sacerdot i historiador valencià.
Estudià al seminari d'Oriola, on ja amb 19 anys hi exercí la càtedra de Ciències Naturals. El 1886 es va ordenar sacerdot i es doctorà en teologia. Va ser destinat a Novelda, on hi fundà un Col·legi d'Estudis Superiors. El 1894 fou nomenat canonge magistral en la Real Basílica de San Francisco el Grande, de la que el 1905 en fou nomenat rector. En 1896 va ser nomenat capellà d'honor i magistral de la Capella Reial de Madrid.
El 1911 fou nomenat auditor del Tribunal de la Rota. El 1918 fou elegit acadèmic de la Reial Acadèmia de la Història i fou un dels instauradors del Congrés Eucarístic Internacional de Madrid de 1911.
Fou cavaller del Toisó d'Or i va rebre l'Orde d'Alfons XII. Va morir a Madrid el 6 de gener de 1921.

## Obres
- Tratado crítico de la Historia de España
- Historia de la Artillería desde sus orígenes
- Las glorias de España en su relación con la Eucaristía
- La luz de la Fe en el siglo XX